# اکیانترا ترس
اکیانترا ترس (نام علمی: Acianthera teres) نام یک گونه از تیره ثعلبیان است.